# هان هه-یونگ
هان هه-یونگ (انگلیسی: Han Hye-yong؛ زادهٔ ۴ مارس ۱۹۸۵) بازیکن فوتبال اهل کره شمالی بود.
وی همچنین در تیم ملی فوتبال زنان کره شمالی بازی کرده است.